# Clinton (Washington)
Clinton is een plaats (census-designated place) in de Amerikaanse staat Washington, en valt bestuurlijk gezien onder Island County.

## Demografie
Bij de volkstelling in 2000 werd het aantal inwoners vastgesteld op 868.

## Geografie
Volgens het United States Census Bureau beslaat de plaats een oppervlakte van 9,5 km², waarvan 2,5 km² land en 7,0 km² water.

## Plaatsen in de nabije omgeving
De onderstaande figuur toont nabijgelegen plaatsen in een straal van 12 km rond Clinton.